# Circonscription de Wills
Pour les articles homonymes, voir Wills.
La circonscription de Wills est une circonscription électorale australienne dans la banlieue nord de Melbourne au Victoria. La circonscription a été créée en 1949. La circonscription comprend de nombreux quartiers de la ville de Moreland, dans le nord de Melbourne, comme Brunswick, Coburg, Fawkner, Glenroy et Essendon aéroport. Elle porte le nom de William John Wills de l'expédition de Burke et Wills. 
C'est un des sièges les plus sûrs pour le parti travailliste (ALP) avec un swing de 20 % requis pour voir gagner les libéraux. La circonscription de Wills a été toujours été détenue par l'ALP, sauf entre 1992 et 1996, où le siège a été occupé par Phil Cleary, un gauche indépendant. Son député le plus connu est l'ancien premier ministre Bob Hawke. 
En 1992, l'élection est remarquable pour plusieurs raisons : elle a été provoquée par la démission de Bob Hawke du Parlement, elle a vu vingt-deux candidats se présenter, elle a été remportée par un candidat indépendant, les résultats ont été contestés et annulés car le gagnant, Phil Cleary, venait de quitter un emploi non rémunéré dans l'éducation publique (or la Constitution australienne interdit aux personnes employées par le gouvernement de se présenter aux élections). Une nouvelle élection n'eut pas lieu car la décision du tribunal ne fut connue que peu de temps avant de nouvelles élections générales. 
La localité de Brunswick dans le sud de la circonscription était une fois la base du parti communiste, et a maintenant une voix très forte vert, tout comme le font Carlton et Fitzroy dans les pays voisins circonscription de Melbourne.

## Représentants
| Nom            | Parti        | Période de mandat |
| -------------- | ------------ | ----------------- |
| Bill Bryson    | Travailliste | 1949–1955         |
| Bill Bryson    | DLP          | 1955–1955         |
| Gordon Bryant  | Travailliste | 1955–1980         |
| Bob Hawke      | Travailliste | 1980–1992         |
| Phil Cleary    | Indépendant  | 1992–1996         |
| Kelvin Thomson | Travailliste | 1996–2016         |
| Peter Khalil   | Travailliste | 2016–en cours     |